# Ringer-Europameisterschaften 1988
Die Ringer-Europameisterschaften 1988 fanden im freien Stil im April in Manchester (Großbritannien) und im griechisch-römischen Stil im Mai in Kolbotn (Norwegen) statt. Außerdem fanden im Juli im französischen Dijon erstmals Europameisterschaften für Frauen statt, bei der Ringerinnen aus Frankreich, Belgien, den Niederlanden, Dänemark, Schweden und Norwegen am Start waren.

## Griechisch-römisch, Männer

### Ergebnisse

#### Kategorie bis 48 kg
| Platz | Land           | Sportler       |
| ----- | -------------- | -------------- |
| 1     | Norwegen       | Lars Rønningen |
| 2     | Sowjetunion    | Sergei Suworow |
| 3     | Bulgarien      | Bratan Zenow   |
| 4     | Polen          | Andrzej Głąb   |
| 5     | Türkei         | Fuat Yıldız    |
| 6     | BR Deutschland | Freddy Scherer |

Titelverteidiger: Vincenzo Maenza, Italien

#### Kategorie bis 52 kg
| Platz | Land           | Sportler            |
| ----- | -------------- | ------------------- |
| 1     | Sowjetunion    | Alexander Ignatenko |
| 2     | Norwegen       | Jon Rønningen       |
| 3     | Bulgarien      | Walentin Krumow     |
| 4     | Rumänien       | Mihai Cișmaș        |
| 5     | Schweden       | Peter Stjernberg    |
| 6     | BR Deutschland | Markus Scherer      |

Titelverteidiger: Alexander Ignatenko, UdSSR

#### Kategorie bis 57 kg
| Platz | Land           | Sportler             |
| ----- | -------------- | -------------------- |
| 1     | Sowjetunion    | Alexander Schestakow |
| 2     | Bulgarien      | Stojan Balow         |
| 3     | Ungarn         | András Sike          |
| 4     | BR Deutschland | Rıfat Yıldız         |
| 5     | Frankreich     | Patrice Mourier      |
| 6     | Griechenland   | Charalambos Cholidis |

Titelverteidiger: Keijo Pehkonen, Finnland

#### Kategorie bis 62 kg
| Platz | Land           | Sportler           |
| ----- | -------------- | ------------------ |
| 1     | Ungarn         | Jenő Bódi          |
| 2     | Bulgarien      | Nentscho Nentschew |
| 3     | Sowjetunion    | Aristidis Rubenjan |
| 4     | BR Deutschland | Peter Behl         |
| 5     | Polen          | Mieczysław Tracz   |
| 6     | Österreich     | Karl Tusch         |

Titelverteidiger: Jiwko Atanassow, Bulgarien

#### Kategorie bis 68 kg
| Platz | Land         | Sportler             |
| ----- | ------------ | -------------------- |
| 1     | Ungarn       | Attila Repka         |
| 2     | Rumänien     | Petrică Cărare       |
| 3     | Schweden     | Lars Lagerborg       |
| 4     | Finnland     | Tapio Sipilä         |
| 5     | Bulgarien    | Wassil Iliew         |
| 6     | Griechenland | Aristidis Grigorakis |

Titelverteidiger: Aslaudin Abajew, UdSSR

#### Kategorie bis 74 kg
| Platz | Land             | Sportler             |
| ----- | ---------------- | -------------------- |
| 1     | Sowjetunion      | Bissolt Dezijew      |
| 2     | Tschechoslowakei | Jaroslav Zeman       |
| 3     | Ungarn           | János Takács         |
| 4     | Polen            | Józef Tracz          |
| 5     | Schweden         | Torbjörn Kornbakk    |
| 6     | Bulgarien        | Borislaw Welitschkow |

Titelverteidiger: Däulet Turlychanow, UdSSR

#### Kategorie bis 82 kg
| Platz | Land                            | Sportler             |
| ----- | ------------------------------- | -------------------- |
| 1     | Sowjetunion                     | Michail Mamiaschwili |
| 2     | Ungarn                          | Tibor Komáromi       |
| 3     | Finnland                        | Timo Niemi           |
| 4     | Bulgarien                       | Stefan Miroslawow    |
| 5     | Deutsche Demokratische Republik | Maik Bullmann        |
| 6     |                                 | ?                    |

Titelverteidiger: Sergei Nassewitsch, UdSSR

#### Kategorie bis 90 kg
| Platz | Land                            | Sportler           |
| ----- | ------------------------------- | ------------------ |
| 1     | Bulgarien                       | Iwajlo Jordanow    |
| 2     | Ungarn                          | Sándor Major       |
| 3     | Sowjetunion                     | Pawel Potapow      |
| 4     | Jugoslawien                     | Bernard Ban        |
| 5     | Deutsche Demokratische Republik | Olaf Koschnitzke   |
| 6     | Griechenland                    | Georgios Pikilidis |

Titelverteidiger: Wladimir Popow, UdSSR

#### Kategorie bis 100 kg
| Platz | Land           | Sportler         |
| ----- | -------------- | ---------------- |
| 1     | Sowjetunion    | Anatol Fedarenka |
| 2     | Jugoslawien    | Josef Tertelj    |
| 3     | BR Deutschland | Gerhard Himmel   |
| 4     | Bulgarien      | Andrej Dimitrow  |
| 5     | Rumänien       | Vasile Andrei    |
| 6     | Ungarn         | István Illes     |

Titelverteidiger: Ilija Georgiew, Bulgarien

#### Kategorie bis 130 kg
| Platz | Land        | Sportler          |
| ----- | ----------- | ----------------- |
| 1     | Sowjetunion | Alexander Karelin |
| 2     | Bulgarien   | Krassimir Radojew |
| 3     | Schweden    | Tomas Johansson   |
| 4     | Türkei      | Kenan Cinar       |
| 5     | Rumänien    | Ioan Grigoras     |
| 6     | Polen       | Slawomir Zrobek   |

Titelverteidiger: Igor Dmitrijewitsch Rostorozki, UdSSR

### Medaillenspiegel
| Rang | Land             | Gold | Silber | Bronze |
| ---- | ---------------- | ---- | ------ | ------ |
| 1    | Sowjetunion      | 6    | 1      | 2      |
| 2    | Ungarn           | 2    | 2      | 2      |
| 3    | Bulgarien        | 1    | 3      | 2      |
| 4    | Norwegen         | 1    | 1      | 0      |
| 5    | Rumänien         | 0    | 1      | 0      |
|      | Jugoslawien      | 0    | 1      | 0      |
|      | Tschechoslowakei | 0    | 1      | 0      |
| 8    | Schweden         | 0    | 0      | 2      |
| 9    | BR Deutschland   | 0    | 0      | 1      |
|      | Finnland         | 0    | 0      | 1      |

## Freistil, Männer

### Ergebnisse

#### Kategorie bis 48 kg
| Platz | Land                            | Sportler          |
| ----- | ------------------------------- | ----------------- |
| 1     | Sowjetunion                     | Wassili Gogolew   |
| 2     | Rumänien                        | Romică Rașovan    |
| 3     | Bulgarien                       | Marian Nedkow     |
| 4     | Deutsche Demokratische Republik | Volker Anger      |
| 5     | BR Deutschland                  | Reiner Heugabel   |
| 6     | Frankreich                      | Philippe Bahuet   |
| 7     | Türkei                          | Mustafa Öcal      |
| 8     | Spanien                         | Alfredo Marcuno   |
| 9     | Ungarn                          | Janos Marosvölgyi |

Titelverteidiger: Marian Nedkow, Bulgarien

#### Kategorie bis 52 kg
| Platz | Land                            | Sportler          |
| ----- | ------------------------------- | ----------------- |
| 1     | Bulgarien                       | Walentin Jordanow |
| 2     | Sowjetunion                     | Wladimir Togusow  |
| 3     | Jugoslawien                     | Šaban Trstena     |
| 4     | Türkei                          | Aslan Seyhanlı    |
| 5     | Rumänien                        | Nicu Hincu        |
| 6     | BR Deutschland                  | Herbert Tutsch    |
| 7     | Deutsche Demokratische Republik | Hartmut Reich     |
| 8     | Polen                           | Piotr Mrochena    |
| 9     | Vereinigtes Königreich          | John Melling      |
| 10    | Ungarn                          | László Bíró       |

Titelverteidiger: Walentin Jordanow, Bulgarien

#### Kategorie bis 57 kg
| Platz | Land                   | Sportler             |
| ----- | ---------------------- | -------------------- |
| 1     | Sowjetunion            | Sergei Beloglasow    |
| 2     | Türkei                 | Ahmet Ak             |
| 3     | Bulgarien              | Stefan Iwanow        |
| 4     | Ungarn                 | Béla Nagy            |
| 5     | Jugoslawien            | Zoran Šorov          |
| 6     | BR Deutschland         | Rolf Monschau        |
| 7     | Polen                  | Zygmunt Kolodziej    |
| 8     | Frankreich             | Jean Pierre Mercader |
| 9     | Rumänien               | Danut-Dumitru Prefit |
| 10    | Vereinigtes Königreich | David Ogden          |
| 11    | Österreich             | Georg-Josef Auer     |

Titelverteidiger: Sergei Beloglasow, UdSSR

#### Kategorie bis 62 kg
| Platz | Land                            | Sportler           |
| ----- | ------------------------------- | ------------------ |
| 1     | Sowjetunion                     | Stepan Sargsjan    |
| 2     | Deutsche Demokratische Republik | Karsten Polky      |
| 3     | Bulgarien                       | Simeon Schterew    |
| 4     | Italien                         | Giovanni Schillaci |
| 5     | BR Deutschland                  | Jörg Helmdach      |
| 6     | Türkei                          | M. Ali Katar       |
| 7     | Tschechoslowakei                | Jozef Schwendtner  |
| 8     | Schweden                        | Teodoros Dikanda   |
| 9     | Frankreich                      | Alain Berger       |
| 10    | Niederlande                     | Frans Snijders     |
|       |                                 |                    |
| 13    | Österreich                      | Alexander Leschner |

Titelverteidiger: Xəzər İsayev, UdSSR

#### Kategorie bis 68 kg
| Platz | Land                            | Sportler              |
| ----- | ------------------------------- | --------------------- |
| 1     | Sowjetunion                     | Arsen Fadsajew        |
| 2     | Ungarn                          | Attila Podolszki      |
| 3     | Bulgarien                       | Bechtschet Selimow    |
| 4     | Griechenland                    | Georgios Athanasiadis |
| 5     | Polen                           | Andrzej Kubiak        |
| 6     | BR Deutschland                  | Alexander Leipold     |
| 7     | Schweiz                         | Rene Neyer            |
| 8     | Schweden                        | Joakim Stenholm       |
| 9     | Deutsche Demokratische Republik | Bernd Jablonski       |
| 10    | Italien                         | Fabio Vitrano         |

Titelverteidiger: Arsen Fadsajew, UdSSR

#### Kategorie bis 74 kg
| Platz | Land                            | Sportler           |
| ----- | ------------------------------- | ------------------ |
| 1     | Sowjetunion                     | Adlan Warajew      |
| 2     | Finnland                        | Pekka Rauhala      |
| 3     | Bulgarien                       | Rahmat Sukra       |
| 4     | Ungarn                          | János Nagy         |
| 5     | Rumänien                        | Claudiu Tămăduianu |
| 6     | Jugoslawien                     | Šaban Sejdi        |
| 7     | Frankreich                      | Bruno Beudet       |
| 8     | Polen                           | Krzysztof Walencik |
| 9     | Schweden                        | Lars Gustavsson    |
| 10    | Vereinigtes Königreich          | Fritz Lloyd-Walker |
|       |                                 |                    |
| 12    | Deutsche Demokratische Republik | Olaf Packeiser     |
|       |                                 |                    |
| 14    | Schweiz                         | Leonz Küng         |
|       |                                 |                    |
| 16    | Österreich                      | Georg Neumaier     |
| 16    | BR Deutschland                  | Ahmet Çakıcı       |

Titelverteidiger: Adlan Warajew, UdSSR

#### Kategorie bis 82 kg
| Platz | Land                            | Sportler           |
| ----- | ------------------------------- | ------------------ |
| 1     | Sowjetunion                     | Juri Worobjow      |
| 2     | Deutsche Demokratische Republik | Hans Gstöttner     |
| 3     | Bulgarien                       | Alexandar Nanew    |
| 4     | Polen                           | Andrzej Radomski   |
| 5     | Tschechoslowakei                | Jozef Lohyňa       |
| 6     | Spanien                         | Francisco Iglesias |
| 7     | Jugoslawien                     | Cedo Nikolovski    |
| 8     | Schweiz                         | Pierre Jollien     |
| 9     | Belgien                         | Andre Verhelst     |
| 10    | BR Deutschland                  | Reiner Trik        |

Titelverteidiger: Alexandar Nanew, Bulgarien

#### Kategorie bis 90 kg
| Platz | Land                            | Sportler             |
| ----- | ------------------------------- | -------------------- |
| 1     | Sowjetunion                     | Macharbek Chadarzew  |
| 2     | Türkei                          | Mehmet Türkkaya      |
| 3     | Ungarn                          | Gábor Tóth           |
| 4     | Griechenland                    | Heraklis Deskoulidis |
| 5     | Bulgarien                       | Rumen Alabakow       |
| 6     | Österreich                      | Edwin Lins           |
| 7     | BR Deutschland                  | Bodo Lukowski        |
| 8     | Deutsche Demokratische Republik | Torsten Wagner       |
| 9     | Polen                           | Jerzy Niec           |
| 10    | Vereinigtes Königreich          | Graeme English       |

Titelverteidiger: Macharbek Chadarzew, UdSSR

#### Kategorie bis 100 kg
| Platz | Land                            | Sportler           |
| ----- | ------------------------------- | ------------------ |
| 1     | Sowjetunion                     | Leri Chabelowi     |
| 2     | Vereinigtes Königreich          | Noel Loban         |
| 3     | Deutsche Demokratische Republik | Uwe Neupert        |
| 4     | Bulgarien                       | Petar Makedonow    |
| 5     | Ungarn                          | István Robotka     |
| 6     | Tschechoslowakei                | Jozef Cernak       |
| 7     | Belgien                         | Hubert Bindels     |
| 8     | Polen                           | Jerzy Owerczuk     |
| 9     | Rumänien                        | Vasile Pușcașu     |
| 10    | Griechenland                    | Dionissios Saridis |
| 11    | BR Deutschland                  | Gerhard Weber      |

Titelverteidiger: Leri Chabelowi, UdSSR

#### Kategorie bis 130 kg
| Platz | Land                            | Sportler          |
| ----- | ------------------------------- | ----------------- |
| 1     | Sowjetunion                     | Aslan Chadarzew   |
| 2     | Bulgarien                       | Atanas Atanassow  |
| 3     | Deutsche Demokratische Republik | Andreas Schröder  |
| 4     | Türkei                          | Hayri Sezgin      |
| 5     | Ungarn                          | Sándor Valentenyi |
| 6     | Polen                           | Wojciech Wala     |
| 7     | Spanien                         | Jesús Montesdeoca |
| 8     | Vereinigtes Königreich          | Matthew Clempner  |

Titelverteidiger: Sasa Turmanidse, UdSSR

### Medaillenspiegel
| Rang | Land                            | Gold | Silber | Bronze |
| ---- | ------------------------------- | ---- | ------ | ------ |
| 1    | Sowjetunion                     | 9    | 1      | 0      |
| 2    | Bulgarien                       | 1    | 1      | 6      |
| 3    | Deutsche Demokratische Republik | 0    | 2      | 2      |
| 4    | Türkei                          | 0    | 2      | 0      |
| 5    | Ungarn                          | 0    | 1      | 1      |
| 6    | Rumänien                        | 0    | 1      | 0      |
|      | Finnland                        | 0    | 1      | 0      |
|      | Vereinigtes Königreich          | 0    | 1      | 0      |
| 9    | Jugoslawien                     | 0    | 0      | 1      |

## Freistil, Frauen

### Ergebnisse

#### Kategorie bis 44 kg
| Platz | Land       | Sportler          |
| ----- | ---------- | ----------------- |
| 1     | Frankreich | Valerie Delvaux   |
| 2     | Belgien    | Brigitte Weigert  |
| 3     | Frankreich | Isabelle Poomarts |

#### Kategorie bis 47 kg
| Platz | Land        | Sportler            |
| ----- | ----------- | ------------------- |
| 1     | Frankreich  | Ferouzia Cheufri    |
| 2     | Frankreich  | Nadia Saidi         |
| 3     | Niederlande | Lynie van der Holst |
| 4     | Norwegen    | Monica Myhre        |

#### Kategorie bis 50 kg
| Platz | Land        | Sportler             |
| ----- | ----------- | -------------------- |
| 1     | Frankreich  | Martine Poupon       |
| 2     | Norwegen    | Anne Marie Halvorsen |
| 3     | Frankreich  | Eve Joly             |
| 4     | Dänemark    | Pia Sörensen         |
| 5     | Niederlande | Angelique Stremler   |

#### Kategorie bis 53 kg
| Platz | Land       | Sportler         |
| ----- | ---------- | ---------------- |
| 1     | Frankreich | Sylvie van Gucht |
| 2     | Frankreich | Sandrine Laroza  |
| 3     | Schweden   | Thinka Bergh     |
| 4     | Norwegen   | Maude Nesfelot   |

#### Kategorie bis 58 kg
| Platz | Land       | Sportler         |
| ----- | ---------- | ---------------- |
| 1     | Frankreich | Jocelyne Sagon   |
| 2     | Frankreich | Isabelle Dourthe |
| 3     | Norwegen   | Runi Rodal       |

#### Kategorie bis 61 kg
| Platz | Land       | Sportler         |
| ----- | ---------- | ---------------- |
| 1     | Frankreich | Brigitte Siffert |
| 2     | Frankreich | Christelle Rieu  |
| 3     | Norwegen   | Ine Barlie       |

#### Kategorie bis 65 kg
| Platz | Land       | Sportler                 |
| ----- | ---------- | ------------------------ |
| 1     | Norwegen   | Heidi Kleven             |
| 2     | Dänemark   | Dörthe Pedersen Porsmose |
| 3     | Frankreich | Marie-Line Meurisse      |

#### Kategorie bis 70 kg
| Platz | Land       | Sportler       |
| ----- | ---------- | -------------- |
| 1     | Frankreich | Georgette Jean |
| 2     | Norwegen   | Kristen Borgen |

#### Kategorie bis 75 kg
| Platz | Land       | Sportler           |
| ----- | ---------- | ------------------ |
| 1     | Frankreich | Patricia Rossignol |

### Medaillenspiegel
| Rang | Land        | Gold | Silber | Bronze |
| ---- | ----------- | ---- | ------ | ------ |
| 1    | Frankreich  | 8    | 4      | 3      |
| 2    | Norwegen    | 1    | 2      | 2      |
| 3    | Dänemark    | 0    | 1      | 0      |
|      | Belgien     | 0    | 1      | 0      |
| 5    | Niederlande | 0    | 1      | 1      |
|      | Schweden    | 0    | 0      | 1      |

## Quelle
- www.foeldeak.com